# پلا د اورگل
پلا د اورگل (به اسپانیایی: Plana de Urgel) یک منطقهٔ مسکونی در اسپانیا است که در استان لریدا واقع شده‌است. پلا د اورگل ۳۰۵٫۲ کیلومتر مربع مساحت و ۳۷٬۱۲۸ نفر جمعیت دارد.